# Sfere di fiamma
Sfere di fiamma (Goldfish Bowl) è un racconto lungo di fantascienza del 1942 scritto da Robert A. Heinlein.

## Storia editoriale
Scritto nell'agosto 1941, dopo una revisione richiesta da John W. Campbell è stato pubblicato per la prima volta nel numero del marzo 1942 della rivista Astounding Science-Fiction, sotto lo pseudonimo di Anson MacDonald; in seguito è stato incluso nell'antologia personale The Menace From Earth del 1959.
La traduzione in italiano di Ugo Fossati è stata pubblicata nel 1966 nel volume n. 12 della collana Gamma, pure intitolato Sfere di fiamma, poi raccolto insieme ai n. 13 e 14 nel volume n. 2 della collana Il libro di Gamma, intitolato Odissea nello spazio.

## Trama
Nel Pacifico vicino alle Hawaii, appaiono due trombe marine, simili ad altissime colonne d'acqua incappucciate da una nuvola.
Due scienziati: Bill Eisenberg e il più anziano Jacobson "Doc." Graves, a bordo di una nave della marina, indagano per capire se si tratta di un fenomeno naturale o, come Graves ritiene, opera di esseri intelligenti:
quest'ipotesi è basata su altri strani fenomeni che si sono verificati di recente, in particolare la comparse delle "sfere di fuoco di LaGrange", fulmini globulari che si muovono in maniera apparentemente intelligente e sembrano essere responsabili della sparizione o della morte di varie persone.
Mentre sono a bordo della nave, approfondiscono le loro conoscenze sulle colonne: una spara acqua in alto nel cielo, dove entra in una formazione simile a una nube che non può essere penetrata e studiata da aerei o razzi perché i loro motori si spengono quando cercano di entrarvi.
Con un esperimento confermano che l'altra colonna è collegata alla prima e restituisce l'acqua al mare.
Mentre Eisenberg, sul ponte, si prepara per salire la colonna d'acqua in una batisfera, appare una sfera di fuoco, essa lo avvolge e lui scompare.
Graves, sempre convinto che ci sia un'intelligenza dietro a questi fenomeni, decide di prendere il posto del suo collega nella batisfera e andare su per la colonna d'acqua nella speranza di ritrovare Eisenberg e/o ulteriori informazioni.
Eisemberg si ritrova imprigionato in un ambiente del tutto informe dove vengono forniti esclusivamente cibo disgustoso e acqua sotto forma di sfere cristalline che è possibile maneggiare e bere rompendole; le scorte vengono reintegrate quando e solo se egli si addormenta, mentre i rifiuti corporei scompaiono inesplicabilmente.
Le sfere d'acqua e la prigione richiamano la boccia dei pesci rossi del titolo in lingua originale.
Dopo qualche tempo i due sono messi insieme.
Essi si convincono di essere nelle mani di intelligenze superiori, forse aliene o forse una forma di vita terrestre più evoluta;
dalla completa mancanza di comunicazione o contatti, deducono che non sono oggetto di studio ma sono semplicemente tenuti come animali domestici, come i pesci rossi che Eisenberg aveva portato con sé sulla nave;
potrebbero addirittura essere stati messi insieme nella speranza che si riproducano, il che suggerisce che i loro rapitori non sanno nulla della biologia umana.
Quando Graves muore e il suo corpo viene rimosso, Eisenberg decide che solo morendo potrà uscire da quella prigione.
Credendo che sia assolutamente necessario mettere in guardia l'umanità, si gratta metodicamente un messaggio sull'unico mezzo a sua disposizione, la sua stessa pelle.
Il messaggio è "Attenzione - la creazione fu compiuta in otto giorni": una frase pronunciata da Graves per dire che l'uomo non è l'ultimo stadio dell'evoluzione ma che esistono intelligenze atmosferiche superiori a noi quanto noi lo siamo ai pesci.
Il suo corpo infine è recuperato dall'oceano, ma il messaggio non è compreso.

## Critica
Secondo Alexei Panshin è il tipo di storia che si scrive senza pensare, roba leggibile, ma niente di più.

### Edizioni
- Robert A. Heinlein, Sfere di fiamma, in Sfere di fiamma (antologia), collana Gamma, traduzione di Ugo Fossati, anno secondo, n. 12, Milano, Edizioni dello Scorpione, novembre 1966,  pp. 6-51.

### Fonti critiche
- (EN) James Daniel Gifford, The New Heinlein Opus List, in Robert A. Heinlein: A Reader's Companion (PDF), Nitrosyncretic Press, 2000, ISBN 978-0-9679874-1-5. URL consultato il 12 ottobre 2015.

- (EN) Alexei Panshin, II. THE PERIOD OF INFLUENCE - 4. 1942, in Heinlein in dimension, Chicago, Advent:Publishers Inc, aprile 1968. URL consultato il 13 marzo 2016.